# Manon
Manon je lirska opera koju je glazbu skladio Jules Massenet, a libreto napisali Henri Meilhac i Philippe Gille, te koja je premijerno izvedena 1884. Predstavlja drugu operu temeljenu na romanu Histoire du chevalier des Grieux et de Manon Lescaut Antoinea Françoisa Prévosta. Radnja se događa u Francuskoj za vrijeme vladavine Luja XV i opisuje tragičnu ljubav mladog plemića i lijepe prostitutke. Manon je nakon premijere postigla veliki uspjeh i brzo osvojila sve važnije pozornice svijeta; danas se smatra jednom od najpopularnijih francuskih opera iz doba Belle Epoquea. Massenet je deset godina kasnije napisao njen nastavak pod naslovom Le portrait de Manon.

## Uloge
| Uloga                                                                | Glas         | Tumač uloge na premijeri 19. siječnja 1884. (dirigent: Jules Danbé) |
| -------------------------------------------------------------------- | ------------ | ------------------------------------------------------------------- |
| Manon Lescaut                                                        | sopran       | Marie Heilbron                                                      |
| Le Chevalier des Grieux                                              | tenor        | Jean-Alexandre Talazac                                              |
| Lescaut, Manonin rođak                                               | bariton      | Émile-Alexandre Taskin                                              |
| Le Comte des Grieux, Vitezov otac                                    | bas          | Cobalet                                                             |
| Guillot Morfontaine                                                  | tenor        | Pierre Grivot                                                       |
| Monsieur de Brétigny                                                 | bariton      | Collin                                                              |
| Poussette, glumica                                                   | sopran       | Mme Molé-Truffier                                                   |
| Javotte, glumica                                                     | mezzo-sopran | Esther Chevalier                                                    |
| Rosette, glumica                                                     | mezzo-sopran | Remy                                                                |
| Gostioničar                                                          | bas          | Labis                                                               |
| Nosač                                                                | tenor        | Legrand                                                             |
| Narednik                                                             | bariton      | Troy                                                                |
| Stražari, građani, putnici, sokolari, kongregacija, kockari, vojnici | Zbor         |                                                                     |

## Vanjske poveznice
- Livret (avec une traduction en espagnol)
- Libretto in italiano  Arhivirana inačica izvorne stranice od 12. travnja 2016. (Wayback Machine), dal Fondo Ghisi  Arhivirana inačica izvorne stranice od 29. lipnja 2013. (Wayback Machine) della Facoltà di Musicologia dell'Università di Pavia